# Корегуахе
Корегуахе (Caquetá, Chaocha Pai, Coreguaje, Correguaje, Koreguaje, Ko’reuaju, Korewaje) — находящийся под угрозой исчезновения туканский язык, на котором говорит народ корегуахе, проживающий на реках Какета и Ортегуаса и притоках в департаменте Какета в Колумбии. «Какета» — название реки, а не одно из названий народа. Носители корегуахе представляют собой слияние других этнических групп.